# Caryomyia hirtidolium
Caryomyia hirtidolium är en tvåvingeart som beskrevs av Gagne 2008. Caryomyia hirtidolium ingår i släktet Caryomyia och familjen gallmyggor. Inga underarter finns listade i Catalogue of Life.